# Fred Schoonenberg
Antonius Dionysius (Fred) Schoonenberg (Amsterdam, 24 augustus 1910 – aldaar, 5 januari 1975) was een Nederlandse journalist en politicus.
Schoonenberg was een communistische journalist en leider van de communistische jeugdbeweging, die op 36-jarige leeftijd Tweede Kamerlid voor de CPN werd. Hij werd in 1948 hoofdredacteur van 'De Waarheid' en verruilde toen de Tweede voor de Eerste Kamer. Hij was een fel bestrijder van de Nederlandse dekolonisatiepolitiek in Indonesië en pleitbezorger van dienstweigering.
Hij was in de oorlog actief in het verzet in de Zaanstreek.
- Biografisch Portaal: 59178874
- Parlement.com: vg09ll7xknzw